# Дураков Микола Олександрович
Микола Олександрович Дураков (5 грудня 1934, Красногорівка, Мар'їнський район, Сталінська область, Українська РСР, СРСР — 9 березня 2024, Єкатеринбург) — радянський хокеїст, півзахисник або нападник. Семиразовий чемпіон світу з хокею з м'ячом. Заслужений майстер спорту.

## Біографічні відомості
Народився в Красногорівці (сучасна Донецька область). Дитячі і юнацькі роки пройшли у Нижньому Тагілі. З 1946 року займався у дитячій команді «Металург», потім у спортклубі заводу металоконструкцій і «Будівельнику». У сезоні 1953/1954 виступав за місцеву команду майстрів «Металург» (учасника другого за рівнем дивізіону). У вищій лізі захищав кольори свердловського СКА (Спортивного клуба армії). Дев'ятиразовий чемпіон СРСР. Двічі визнавався кращим півзахисником сезону в Радянському Союзі (1970, 1971). У списку найсильніших хокеїстів країни — 12 разів (1960—1964, 1968—1974). Найрезультативніший гравець восьми першостей СРСР (1959, 1962, 1966, 1968, 1969, 1971, 1973, 1974). На момент завершення виступів — найкращий бомбардир чемпіонату СРСР — 588 голів у 459 іграх (у 80-х його досягнення поліпшили Євген Агурєєв і Микола Афанасенко).
У складі збірної СРСР — семиразовий чемпіон світу. На цих турнірах провів 24 матча (22 гола), а всього у головній команді країни — 48 (47). Тричі визнавався кращим півзахисником (1957, 1963, 1965) і одного разу — кращим нападником (1971). До символічної збірної обирався у 167, 1969 і 1971 роках. Другий призер Московського міжнародного турніру 1956 (попередника чемпіонатів світу).
Нагороджений орденом «Знак Пошани» (1968) і пам'ятною медаллю міжнародної федерації «За видатні здобутки у розвитку хокею з мячем» (1974). 1955 року виконав норматив майстра спорту, 1963 став — заслуженим майстром спорту.
У 1975—1977 роках працював другим тренером команди свердловських армійців. Почесний громадянин Єкатеринбурга і Свердловської області. Нагороджений орденами Мужності (1994) і Пошани (1998).

## Досягнення
- Чемпіон світу (7): 1957, 1963, 1965, 1967, 1969, 1971, 1973
- Чемпіон СРСР (9): 1956, 1958, 1959, 1960, 1962, 1966, 1968, 1971, 1974
- Срібний призер СРСР (7): 1955, 1957, 1961, 1963, 1965, 1967, 1969
- Бронзовий призер (3): 1964, 1970, 1975
- Володар Кубка європейський чемпіонів (1): 1974

## Статистика
Статистика виступів на СКА (Свердловськ) у вищій лізі:
| Сезон  | Ігри | Голи  |
| ------ | ---- | ----- |
| 1955   |      | 2     |
| 1956   |      | 3     |
| 1957   |      | 17    |
| 1958   |      | 28    |
| 1959   |      | 21    |
| 1960   |      | 18-23 |
| 1961   | 11   | 5     |
| 1962   | 8    | 8     |
| 1963   |      | 27    |
| 1964   | 28   | 39    |
| 1965   | 22   | 23    |
| 1966   | 24   | 31    |
| 1967   | 28   | 29    |
| 1968   | 26   | 43    |
| 1969   | 30   | 54    |
| 1970   | 23   | 42    |
| 1971   | 25   | 42    |
| 1972   | 22   | 35    |
| 1973   | 25   | 49    |
| 1974   | 25   | 44    |
| 1975   | 24   | 37    |
| 1976   | 6    | 2     |
| Всього |      |       |